# 위숫디막가
위숫디막가(팔리어: विसुद्धिमग्ग , 영어 : Visuddhimagga , 한자: 청정도론 淸淨道論)는 대략 5세기에 스리랑카에서 부다고사가 쓴 상좌부 불교의 원칙에 관한 주요 문헌이다. 이는 스리랑카 아누라다푸라의 대승원의 원로들이 이해한 바와 같이, 석가모니의 이론적이고 실용적인 가르침을 압축하고 체계화한 포괄적인 설명서이다. 이는 "논장을 사용하는 삼장의 주해의 완전하고 논리정연한 방법의 집대성이며, 마음의 정화의 수행을 위한 자세한 실용적인 교육을 제공한다."고 묘사된다. 이는 경전의 삼장 규율을 제외하면 상좌부 불교에서 제일 중요한 문헌으로 여겨진다.
위숫디막가의 구조는 규율의 순수함에서부터 열반에 이르는 수행 과정을 일곱 단계로 묘사한 Ratha-vinita Sutta ("전차경", MN 24) 에 기반한다.
위숫디막가의 내용은 위숫디막가보다 더 이른, 1~2세기에 저술된 위뭇티막가라는 경전의 내용과 아주 유사하다.

## 요약
위숫디막가는 세 단계로 구성되는데, 각각 1) 실라(윤리, 규율); 2) 사마디(명상적인 집중); 3) 프라즈냐(지혜에 대한 이해)를 논한다.
- 첫째 부분은 (파트 1) 규율의 규칙과 수련에 적절한 절을 찾거나 좋은 선생을 만나는 법을 설명한다.
- 둘째 부분은 (파트 2) 사마타의 수행법, 대상을 대상으로 보는 법을 다룬다. (40 개의 전통적인 대상의 목록에 대해서는 카마싸나를 참고하자) 이 파트에서는 집중의 다른 단계를 언급한다.
- 셋째 부분은 (파트 3-7) 오온, 십이처, 사성제, 연기, 지혜의 개발을 통한 위파사나의 실천에 관한 서술이다. 여기서는 실천으로 인해 드러나는 지식의 다양한 형태를 강조하며, 불교철학 특유의 굉장한 분석적인 노력을 보여준다.

## 정화의 일곱 단계
이 실천과 "연달아 오는 일곱 전차"의 비교는 목표를 겨냥한다. 각각의 순수성은 다음 단계로 나아가기 위해 필요하다. 이는 흔히 "정화의 일곱 단계" (satta-visuddhi) 라고 불린다:
1. 행동의 정화 (sīla-visuddhi)
2. 마음의 정화 (citta-visuddhi)
3. 관점의 정화 (ditthi-visuddhi)
4. 의심의 극복에 의한 정화 (kankha-vitarana-visuddhi)
5. 무엇이 길인지를 아는 지혜와 식견에 의한 정화 (maggamagga-ñanadassana-visuddhi)
6. 실천 과정에 대한 지혜와 식견에 의한 정화 (patipada-ñanadassana-visuddhi)
  1. 일어나고 사라짐을 관조하는 지혜 (udayabbayanupassana-nana)
  2. 해소를 관조하는 지혜 (bhanganupassana-nana)
  3. 공포를 관조하는 지혜 (bhayatupatthana-nana)
  4. 위험을 관조하는 지혜 (adinavanupassana-nana)
  5. 무심을 관조하는 지혜 (nibbidanupassana-nana)
  6. 해탈을 열망하는 지혜 (muncitukamyata-nana)
  7. 심사숙고를 관조하는 지혜 (patisankhanupassana-nana)
  8. 지에 대한 평온의 지혜 (sankharupekka-nana)
  9. 순응의 지혜 (anuloma-nana)
7. 지혜와 식견에 의한 정화 (ñanadassana-visuddhi)
  1. Change of lineage
  2. 첫 번째의 길과 그 과실
  3. 두 번째의 길과 그 과실
  4. 세 번째의 길과 그 과실
  5. 네 번째의 길과 그 과실

"지혜와 식견에 의한 정화"는 해탈과 열반으로 이르는 네 단계의 실천의 정점이다.
이러한 체계의 주안점은 존재의 세 표식인 무상, 고, 무아를 이해하는 데 있다. 이 주안점은 특히 오늘날의 지관운동에서 행을 넘어선 지관에 주어지는 가치에서 인지할 수 있다.

## 실지
학계에 따르면 '위숫디막가'는 실제로 자이나교, 불교, 힌두교의 다양한 형태의 방대한 문헌의 정수가 녹아있어, 어떻게 영적 스승들이 실제로 초월적인 능력을 휘두른다고 여겨지는지에 대한 명확한 정보를 제공하는 극히 드문 문헌 중 하나라고 한다. 공중을 날고, 단단한 장애물을 통과해 걸어가고, 땅으로 곤두박질치고, 물 위를 걷는 등등의 이능은 흙과 같은 한 요소를 공기와 같은 다른 요소로 바꾸어서 수행된다. 이를 이루려면 편처 명상을 완벽하게 익혀야 한다. 위숫디막가를 통해 훈련한 디파 마는 이러한 능력을 증명했다고 일컬어진다.

## 상좌부불교 외에 미친 영향
칼루파하나는 위숫디막가가 "설일체유부, 경량부, 심지어 유가행자와 같은 유파의 형이상학적 추측"을 포함한다고 적었다. 칼루파하나가 말하길:
부다고사는 대승원의 전통에 새로운 것을 지나치게 명백한 방식으로 도입하는 것에 신중했다. 위숫디막가와 그 해설은 이를 세심하게 읽는 사람들의 마음 속에 의심을 불러일으키지 않고 오래된 발상과 새로운 발상을 융합한 훌륭한 조율자의 능력의 증거와도 같다.

## 같이 보기
- 붓다고사
- 위뭇티막가
- 계 (불교)
- 위파사나
- 실라
- 사마타
- 위빠사나

### 인쇄된 팔리어 판본
- Caroline A. F. Rhys Davids, Visuddhimagga Pali Text Society, London, 1920 & 1921. (Latin script)
- Warren, H. C. & Kosambi, D. D. Visuddhimagga of Buddhaghosâcariya, Harvard Oriental Series, Vol. 41, 1950.[13][14][15](Latin script)
- Hewavitarne Bequest edition, Colombo, Sri Lanka (Sinhalese script)
- Hanthawaddy Press edition, Rangoon, Myanmar (Burmese script)
- Royal Siamese edition, Bangkok, Thailand (Thai script)

### 영어 번역본
- The Path of Purity, Pe Maung (trans.), Pali Text Society, London, 3 vols., 1922–31 Part 1: Of Virtue 보관됨 2021-07-09 - 웨이백 머신, Part 2: Of Concentration[깨진 링크(과거 내용 찾기)] & Part 3: Of Understanding 보관됨 2021-07-09 - 웨이백 머신
- Bhikkhu Nyanamoli (trans.), The Path of Purification, Visuddhimagga, Buddhist Publication Society, Kandy 2011, ISBN 955-24-0023-6.
- Buddhist Meditation, Edward Conze (trans.), NB: Partial translation, 2002, ISBN 81-215-0781-2

### 타언어 번역본
- Der Weg zur Reinheit, Nyanatiloka & Verlag Christiani (trans.), Konstanz, 1952 (German)
- Sinhala Visuddhimargaya, Pandita Matara Sri Dharmavamsa Sthavira, Matara, Sri Lanka, 1953 (Sinhalese)
- Le chemin de la pureté, Christian Maës, Fayard 2002 (Français), ISBN 978-2213607658
- Il sentiero della purificazione, Antonella Serena Comba, Lulu.com 2010, seconda edizione (Italiano)
- คัมภีร์วิสุทธิมรรค (Khamphi Wisutthimak),  Somdej Phra Buddhacarya (Ard Asabhamahathera), sixth edition. Bangkok: Mahachulalongkornrajvidyalaya University, B.E. 2548 (2005). ISBN 974-91641-5-6

### 기타 출처
- Gunaratana, Henepola (1994), 《The Path of Serenity and Insight》, Delhi: Motilal Banarsidass Publishers Private Limited
- Kalupahana, David J. (1994), 《A history of Buddhist philosophy》, Delhi: Motilal Banarsidass Publishers Private Limited
- Thanissaro Bhikkhu (trans.) (1999). Ratha-vinita Sutta: Relay Chariots (MN 24).
- N.R.M. Ehara (trans.), Soma Thera (trans.) and Kheminda Thera (trans.) (1995). The Path of Freedom (Vimuttimagga) by the Arahant Upatissa. Kandy, Sri Lanka: Buddhist Publication Society. ISBN 955-24-0054-6. Online: https://archive.org/details/ArahantUpatossa-Vimuttimagga-PathOfFreedom.pdf